# داريوس واشنطن جونيور
داريوس واشنطن جونيور (بالإنجليزية: Darius Washington, Jr.)‏ مواليد 6 ديسمبر 1985 في وينتر بارك، فلوريدا، هو لاعب كرة سلة أمريكي/مقدوني. بدأ مسيرته الاحترافية في سنة 2006. يبلغ طوله 6 قدم 2 بوصة (1.9 م).

## المسيرة الاحترافية
لعب مع سان أنطونيو سبرز في سنة 2007، ثم لعب مع غلطة سراي لكرة السلة في الدوري التركي في موسم 2009–2010، ثم لعب مع فيرتوس روما في الدوري الإيطالي في موسم 2010–2011، ثم لعب مع بيراتاس دي كويبراديلاس في سنة 2011، ثم لعب مع تورك تيليكوم في الدوري التركي في موسم 2011–2012.

## إحصائيات المسيرة

### الرابطة الوطنية لكرة السلة

#### الموسم الاعتيادي
| السنة   | الفريق           | لعب | بدأ | دقيقة | ميداني% | ثلاثية | حرة  | ارتداد | صنع | استلاب | تصدي | نقطة |
| ------- | ---------------- | --- | --- | ----- | ------- | ------ | ---- | ------ | --- | ------ | ---- | ---- |
| 2007–08 | سان أنطونيو سبرز | 18  | 0   | 8.1   | .438    | .333   | .538 | 1.1    | .8  | .3     | .0   | 2.9  |
| المسيرة |                  | 22  | 0   | 8.1   | .438    | .333   | .538 | 1.1    | .8  | .3     | .0   | 2.9  |

### الدوري الأوروبي
| السنة   | الفريق               | لعب | بدأ | دقيقة | ميداني% | ثلاثية | حرة  | ارتداد | صنع | استلاب | تصدي | نقطة | أداء |
| ------- | -------------------- | --- | --- | ----- | ------- | ------ | ---- | ------ | --- | ------ | ---- | ---- | ---- |
| 2007–08 | نادي أريس لكرة السلة | 9   | 2   | 22.6  | .412    | .400   | .789 | 2.8    | 3.1 | 1.3    | .3   | 10.2 | 11.8 |
| 2010-11 | فيرتوس روما          | 16  | 13  | 26.5  | .507    | .300   | .849 | 3.0    | 1.9 | 1.1    | .0   | 13.0 | 12.3 |
| المسيرة |                      | 25  | 15  | 25.1  | .477    | .333   | .824 | 2.9    | 2.4 | 1.2    | .1   | 12.0 | 12.0 |

## روابط خارجية
- داريوس واشنطن جونيور على موقع الدوري الأوروبي لكرة السلة (الإنجليزية)
- داريوس واشنطن جونيور على موقع إن بي أي (الإنجليزية)
- داريوس واشنطن جونيور على موقع سبورتس رفرنس (الإنجليزية)
- داريوس واشنطن جونيور على موقع كرة السلة الأوروبية.كوم (الإنجليزية)
- داريوس واشنطن جونيور على موقع DraftExpress.com (الإنجليزية)
- داريوس واشنطن جونيور على موقع كلية كرة السلة في سبورتس رفرنس.كوم (الإنجليزية)
- داريوس واشنطن جونيور على موقع ريلجم (الإنجليزية)
- داريوس واشنطن جونيور على موقع بروبوليرز (الإنجليزية)
- داريوس واشنطن جونيور على موقع سبورتس رفرنس (الإنجليزية)
- داريوس واشنطن جونيور على موقع سبورتس رفرنس (الإنجليزية)